# Platalea minor
La espátula menor (Platalea minor) es una especie de ave pelecaniforme de la familia Threskiornithidae propia de ambientes húmedos, como manglares o bañeras. Tiene el área de distribución más reducida de todas las espátulas y actualmente es la única considerada en peligro de extinción. La población mundial según un censo realizado en 2022 se estima en tan sólo 6.162 individuos. No se conocen subespecies.

## Historia natural
Su hábitat está restringido a las regiones costeras del este de Asia y parece que había sido anteriormente común en su área de distribución.
Actualmente se conoce como ocupante de algunos nichos ecológicos aparte de algunas pequeñas islas rocosas a lo largo de la costa occidental de Corea del Norte mientras que existen tres lugares donde hiberna en Hong Kong, Taiwán y en Vietnam además de algunos otros lugares donde se la puede observar durante su migración.

## Estado de conservación
La población en Corea del Norte no pasa de los treinta individuos, lo cual significa que debe existir otra colonia que aún no ha sido localizada y que se halla quizás en el nordeste de la China, por ejemplo en las islas de Liaoning (cercano a los sitios donde anida en Corea). Ahora, la especie se encuentra bastante bien protegida en Corea del Norte donde las islas donde anida el ave se han declarado zona protegida y el acceso ha sido restringido.
Se cree que la principal causa del declive de esta especie es la destrucción de su hábitat, especialmente el aprovechamiento de las zonas cubiertas por las mareas por la agricultura y más recientemente también por piscicultura e industria. También la guerra de Corea debe haber tenido un impacto negativo en la población en su época.
Al mismo tiempo se convierte en especie rara en Japón donde había invernado habitualmente y en los últimos años no ha sido avistado en absoluto en invierno en las islas niponas.
De todas formas persisten amenazas en las zonas de invernación. En Taiwán persiste una presión fuerte industrial sobre las zonas necesarias mientras que en Vietnam se convierten en viveros de gambas y langostinos aunque se encuentren en una zona protegida con la Convención de Ramsar.
En Hong Kong las molestias por pescadores y recogedores de mariscos impiden a menudo a los pájaros nutrirse suficientemente. Con la continuada expansión de la población humana la consecuente polución probablemente se convertirá también en un problema importante.